# Aérospatiale

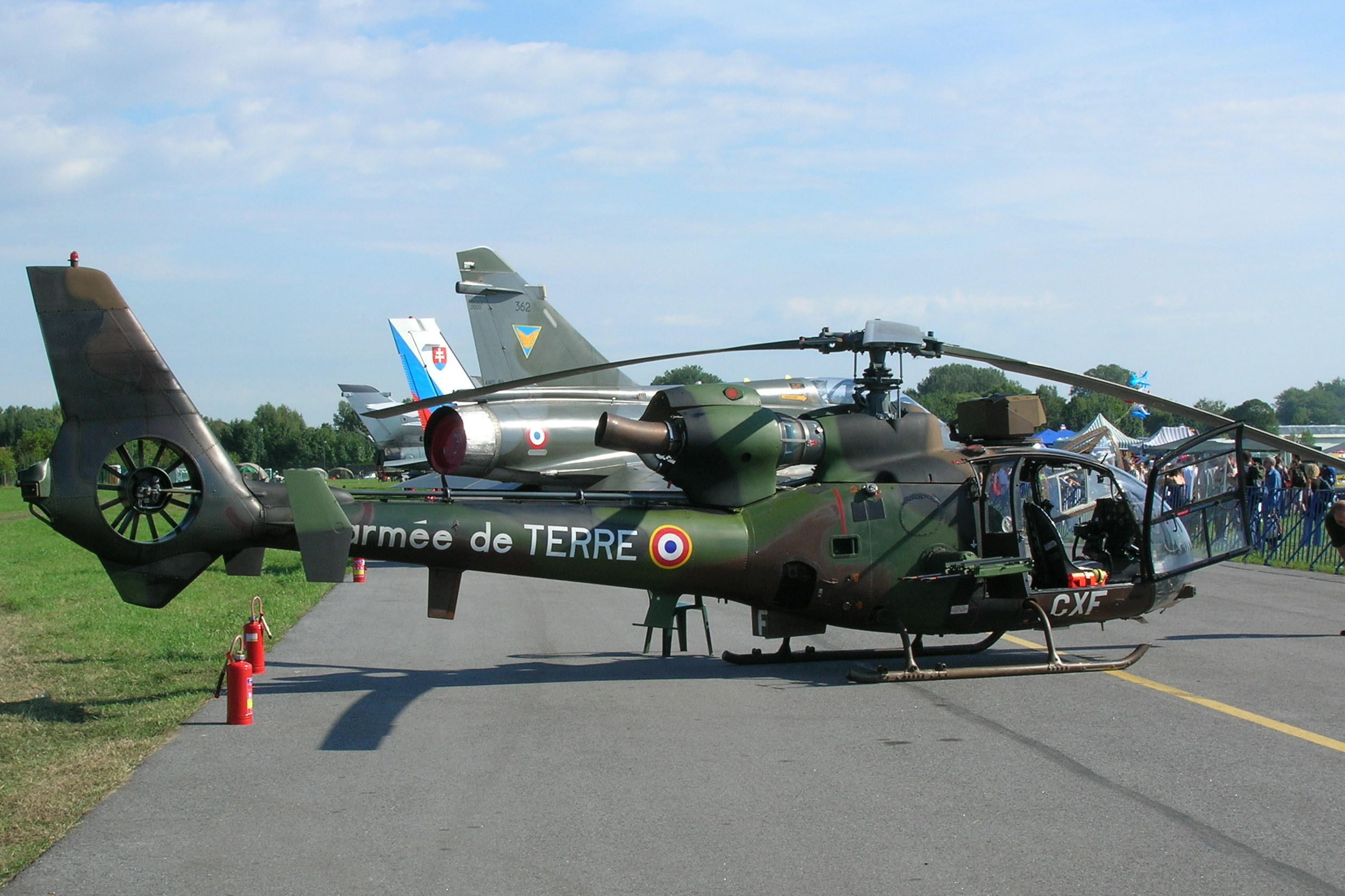
Aérospatiale Gazelle během Airshow Radom 2005 v Polsku

Aérospatiale (původně plným názvem francouzsky Société nationale industrielle aérospatiale, ~„Národní společnost aerokosmického průmyslu“ či „Národní aerokosmická průmyslová společnost“, zkratkou SNIAS) byl francouzský letecký výrobce, jenž se soustředil na výrobu civilních a vojenských letadel a nosných raket.
Aérospatiale vznikla v roce 1970 po sloučení státem vlastněných společností Sud Aviation, Nord Aviation a SÉREB (Société d'études et de réalisation d'engins balistiques).
V roce 1992 DaimlerBenz Aerospace AG (DASA) a Aérospatiale sloučily své divize vyrábějící vrtulníky do Eurocopter Group.
V roce 1999 sloučením Aérospatiale s Matra Haute Technologie vznikla společnost Aérospatiale-Matra. 10. července 2000 se Aérospatiale-Matra sloučila s několika dalšími evropskými výrobci pod názvem EADS.

## Výrobky
- Airbus – dopravní letouny
- Alouette II – vrtulník
- Alouette III – vrtulník
- Aérospatiale N 500 - experimentální konvertoplán
- Arabsat – satelit
- Ariane – nosná raketa
- ATR 42 a ATR 72 – turbovrtulové dopravní letouny (společně s Alenií v rámci konsorcia ATR)
- ATSF – nadzvukový dopravní letoun (nerealizovaný nástupce Concordu)
- Caravelle – dopravní letoun
- Concorde – nadzvukový dopravní letoun (společně s BAC)
- Corvette – dopravní letoun
- Dauphin – vrtulník
- Epsilon – cvičný letoun
- Exocet – protilodní střely
- Gazelle – vrtulník
- Hermes – kosmický raketoplán (nerealizovaný projekt)
- Lama – vrtulník
- Fouga Magister – cvičný/útočný letoun
- Puma – vrtulník
- Spacebus 300 – satelit
- Fouga CM.175 Zéphyr – námořní cvičný/útočný letoun